# Mohammad-Reza Gharaei Ashtiani
Mohammed-Reza Gharaei Ashtiani (in persiano محمدرضا قرایی آشتیانی‎) (Teheran, 1960) è un generale iraniano, Ministro della difesa e della logistica delle forze armate dell'Iran dal 2021 al 2024.

## Carriera militare
Ashtiani venne promosso a vice-capo di stato maggiore delle Forze armate dell'Iran (Artesh) il 2 luglio 2019, in seguito ad un decreto della guida suprema Ali Khamenei. In questa funzione sostituì il maggior generale Ataollah Salehi.
In seguito venne scelto come ministro della difesa dal presidente Ebrahim Raisi e venne definitivamente confermato per la posizione entrando in carica il 25 agosto 2021.

## Ministro della Difesa
La selezione di Ashtiani per la carica venne favorita dall'uscente ministro Amir Hatami che lo definì il "miglior candidato" per la carica.
Ashtiani ha anche affermato di voler dare priorità all'esportazione di vari prodotti di difesa verso altri paesi del mondo.